# Talpa hakkariensis
Talpa hakkariensis ist eine Säugetierart aus der Familie der Maulwürfe (Talpidae) innerhalb der Ordnung der Insektenfresser (Eulipotyphla). Sie kommt im äußersten Südosten der Türkei in der Provinz Hakkâri vor, ist aber nur von wenigen Fundpunkten bekannt. Die bewohnten Landschaften bestehen aus gebirgigen Steppengebieten. Insgesamt handelt es sich um einen großen Vertreter der Eurasischen Maulwürfe. Im äußeren Erscheinungsbild ähnelt er seinen Verwandten. Markant sind das graubraune Fell und die auffallend breite Schnauze. Über die Lebensweise der Tiere liegen kaum Informationen vor. Ursprünglich wurden sie dem Pater-David-Maulwurf zugewiesen. Jedoch erbrachten genetische Analysen deutliche Abweichungen, zudem bestehen anatomische Unterschiede. Aufgrund dessen wurde der Population aus Hakkâri im Jahr 2023 ein eigenständiger Artstatus zugewiesen. Der Gefährdungsgrad ist unbekannt.

## Merkmale

### Habitus
Talpa hakkariensis ist ein großer Vertreter der Eurasischen Maulwürfe. Die Kopf-Rumpf-Länge beträgt 14,7 bis 17,0 cm. Der Schwanz wird 2,7 bis 3,3 cm lang und erreicht somit 17,1 bis 22,5 % der Länge des restlichen Körpers. Das Gewicht variiert zwischen 60 und 77 g. Dadurch ist Talpa hakkariensis deutlich größer als der Pater-David-Maulwurf (Talpa davidiana) oder der Levantinische Maulwurf (Talpa levantis), die beide ebenfalls in Anatolien vorkommen. Im Äußeren Erscheinungsbild ähnelt die Art den anderen Angehörigen der Eurasischen Maulwürfe. Der Körper weist eine zylindrische und robuste Gestalt auf, der Hals ist kurz und die Vorderfüße sind breit sowie nach außen gedreht. Das Körperfell erscheint sowohl auf der Rücken- wie auf der Bauchseite graubraun. Markant ist ein silbriger Glanz. Die Einzelhaare haben gräuliche Spitzen und einen bräunlichen Schaft. Der Schwanz ist insgesamt etwas heller gefärbt. Das Fell hier besteht weitgehend aus steifen Borsten von hellgrauer Tönung, wobei rund 25 % auch schwärzlich sein können. Die Schnauze ist ebenfalls behaart, zusätzlich treten lange Vibrissen auf, die heller getönt sind als das restliche Körperfell. Die Vorderfüße sind breit und an allen fünf Zehen mit gekrümmten sowie seitlich verschmälerten Krallen ausgestattet. Die Hinterfüße werden 2,0 bis 2,1 cm lang, was gut zwei Drittel der Schwanzlänge entspricht.

### Schädel- und Gebissmerkmale
Der Schädel ist 32,1 bis 33,2 mm lang, am Hirnschädel wird er 15,8 bis 16,9 mm breit und 9,2 bis 9,5 mm hoch. Insgesamt wirkt der Hirnschädel breit und tief, die Oberseite ist aber abgeflacht. Markant ist außerdem das kurze und breite Rostrum, was deutlicher ausfällt als beim Pater-David-Maulwurf. Seine Breite an den Molaren liegt bei 9,2 bis 10,4 mm, an den Eckzähnen bei 4,9 bis 5,6 mm. Der letzte Wert entspricht 15,0 bis 17,1 % der Schädellänge. Das Gebiss besteht aus 44 Zähnen mit folgender Zahnformel: {\displaystyle {\frac {3.1.4.3}{3.1.4.3}}} Die oberen Schneidezähne nehmen von vorn nach hinten an Größe ab. Der letzte Schneidezahn ist dadurch nur etwa halb so groß wie der erste. In der oberen Zahnreihe wird der letzte Prämolar am größten, in der unteren entsprechen sich der erste und der letzte in ihren Ausmaßen, während die beiden mittleren deutlich kleiner sind. Am oberen vorderen Molar fehlt zumeist das Parastyl, eine markante Scherkante am vorderen Zahnende. Dies ist ein auffallender Unterschied zum Pater-David-Maulwurf, der dort über ein ausgeprägtes Parastyl verfügt. Die Zahnreihe des Oberkiefers ist 13,9 bis 14,3 mm lang.

## Verbreitung und Lebensraum

Verbreitungsgebiet von Talpa hakkariensis

Das Verbreitungsgebiet von Talpa hakkariensis liegt in der südöstlichen Türkei in der Provinz Hakkâri. Dort ist die Art allerdings lediglich von einigen wenigen Lokalitäten bei Cemşililan yaylası und Bilmizit yaylası in der Umgebung von Durankaya bekannt. Der Lebensraum besteht aus den Gebirgslandschaften der ostanatolischen Steppenregionen, Cemşililan yaylası liegt etwa 2700 bis 2980 m über dem Meeresspiegel. Die meisten Niederschläge fallen in der Region in der Winterzeit. Gemeinsam mit dem Pater-David-Maulwurf und Talpa streetorum handelt es sich um das südlichste Vorkommen der Eurasischen Maulwürfe.

## Lebensweise
Über die Lebensweise von Talpa hakkariensis liegen kaum Informationen vor. Die Tiere leben wie alle Eurasischen Maulwürfe unterirdisch in selbst gegrabenen Gängen. Die meisten Beobachtungen fanden in Gebieten mit durchfeuchteten Böden in Gewässernähe statt.

## Systematik
Talpa hakkariensis ist eine Art aus der Gattung der Eurasischen Maulwürfe (Talpa). Die Gattung besteht gegenwärtig aus mehr als 15 Mitgliedern, deren bekanntestes der Europäische Maulwurf (Talpa europaea) darstellt. Die Eurasischen Maulwürfe werden zur Tribus der Eigentlichen Maulwürfe (Talpini) innerhalb der Familie der Maulwürfe (Talpidae) gezählt. Die Tribus vereint die zumeist grabenden Vertreter der Maulwürfe. Andere Angehörige der Familie hingegen leben nur teilweise unterirdisch, bewegen sich oberirdisch fort oder verfolgen eine semi-aquatische Lebensweise.
Ursprünglich wurde die Population von Talpa hakkariensis dem Pater-David-Maulwurf (Talpa daviadiana) zugeordnet, der ebenfalls in der südlichen und südöstlichen Türkei verbreitet ist. Dieser war im Jahr 1884 von Alphonse Milne-Edwards wissenschaftlich erstbeschrieben worden. Über die systematische Stellung des Pater-David-Maulwurfs wurde eine lange Debatte geführt. Anfangs galt er als Form des Kurzgesichtmaulwurf (Scaptochirus moschatus), später setzte man ihn mit dem Blindmaulwurf (Talpa caeca) oder dem Levantinischen Maulwurf (Talpa levantis) gleich. Basierend auf einer anatomischen Studie im Jahr 2001 erkannte Boris Kryštufek den Pater-David-Maulwurf jedoch als eigenständig an. Hierbei ordnete er ihm auch die Bestände der südöstlichen Türkei und des nordwestlichen Irans bei. Spätere molekulargenetische Untersuchungen bestätigten die unabhängige Stellung des Pater-David-Maulwurfs. Als nächster Verwandter erwies sich hierbei der Talysch-Maulwurf (Talpa talyschensis) von der Südküste des Kaspischen Meeres. Beide Arten gehören zusammen mit dem Kaukasischen Maulwurf (Talpa caucasica) zu einer engeren Verwandtschaftsgruppe, die sich bereits im Oberen Miozän vor 6,6 bis 5,5 Millionen Jahren kurz nach der Herausformung der Eurasischen Maulwürfe von den anderen Linien getrennt hatte. Sie bilden innerhalb der Eurasischen Maulwürfe eine östliche Gruppe, während der Blindmaulwurf und der Levantinische Maulwurf zu einer westlichen gehören, die auch den Europäischen Maulwurf aufnimmt.
In einer weiteren genetischen Studie aus dem Jahr 2023 zeigte sich jedoch, dass die Tiere aus der Region Hakkâri weniger eng mit dem Pater-David-Maulwurf verwandt sind als ursprünglich angenommen. Der genetische Abstand zwischen dem eigentlichen Pater-David-Maulwurf und den südöstlicher gelegenen Beständen von Hakkâri beträgt rund 11 bis 12 %. Dadurch markieren sie die Schwestergruppe zu einer Klade, bestehend aus dem Talysch-Maulwurf und dem Pater-David-Maulwurf. Außerdem zeichnen sich die Tiere aus Hakkâri durch eine deutlich größere Körpergestalt aus, verbunden mit einzelnen anatomischen Abweichungen. Dies nahm eine Arbeitsgruppe um İslam Gündüz zum Anlass, den Tieren aus der Provinz Hakkâri einen eigenen Artstatus zuzuweisen. Bezugnehmend auf das Verbreitungsgebiet wählten sie das Artepitheton hakkariensis. Die Typusregion gaben die Forscher mit Cemşililan yaylası, rund 8 km nordnordöstlich von Durankaya in besagter Provinz an. Der Holotypus stellt ein ausgewachsenes weibliches Tier von 16 cm Körperlänge und 74 g Körpergewicht dar. Im gleichen Zug lösten Gündüz und Kollegen auch die iranische Population aus dem Pater-David-Maulwurf heraus. Die Tiere dort waren bereits im Jahr 1965 von Douglas M. Lay als der Art Talpa streeti zugehörig beschrieben, jedoch im Jahr 2001 von Kryštufek ebenfalls dem Pater-David-Maulwurf zugesprochen worden. Diese Entscheidung hoben Gündüz und sein Forscherteam rund 22 Jahre später auf, korrigierten den Artnamen jedoch in Talpa streetorum.
Bereits im Jahr 1937 hatte Dorothea Bate eine ausgestorbene Form namens Talpa chthonia aus der Tabun-Höhle in Israel wissenschaftlich eingeführt, deren fundführende Schichten dem Jungpleistozän angehören. Teilweise wird die Art mit dem Pater-David-Maulwurf gleichgesetzt, wodurch sich das Verbreitungsgebiet von letzterem im ausgehenden Pleistozän um 400 km Richtung Süden verschieben würde. Das Vergleichsmaterial für diese Einschätzung wurde aus Hakkâri herangezogen. Mit der Aufspaltung des Pater-David-Maulwurfs kämen somit drei Arten potentiell dafür in Frage. Sofern sich die Konspezifität mit Talpa hakkariensis oder Talpa streetorum bestätigen lässt, müsste der eigentliche Artname aufgrund der früheren Benennung und der dadurch greifenden Prioritätsregel für eine der beiden Arten auf Talpa chthonia übergehen.

## Bedrohung und Schutz
Der Bestand von Talpa hakkariensis wird von der IUCN nicht als eigenständig geführt, sondern in den Pater-David-Maulwurf integriert. Dessen Population stuft die Naturschutzorganisation  aufgrund fehlender Informationen in die Kategorie „ungenügende Datengrundlage“ (data deficient) ein. Der Lebensraum des Pater-David-Maulwurfs ist durch menschliches Einwirken starken Veränderungen ausgesetzt, was durch die Ausdehnung städtischer Siedlungs- und wirtschaftlicher Nutzflächen sowie durch Aufforstung bedingt wird. Die Menschen in Hakkâri leben eher nomadisch, ihr Einfluss auf die regionale Landschaft ist dadurch stärker begrenzt.